# Acraea calyce
Acraea calyce är en fjärilsart som beskrevs av Frederick DuCane Godman och Osbert Salvin 1884. Acraea calyce ingår i släktet Acraea och familjen praktfjärilar. Inga underarter finns listade i Catalogue of Life.